# Сарре, Фридрих
Фридрих Пауль Теодор Сарре (нем. Friedrich Paul Theodor Sarre; 22 июня 1865, Берлин — 31 мая 1945, Бабельсберг, Потсдам) — немецкий историк искусства, археолог, коллекционер произведений исламского искусства и его популяризатор и исследователь, автор многочисленных научных работ и записок о поездках по странам Востока.

## Жизнь и творчество
Фридрих Сарре родился в зажиточной гугенотской по происхождению семье, отец его был преуспевающим предпринимателем. В связи с этим Фридрих в дальнейшем в своей научной деятельности никогда не нуждался в средствах. Окончил евангелическую берлинскую гимназию «цум Грауен Клостер». Затем изучает историю искусств в университетах Гейдельберга, Берлина и Лейпцига. Первую учёную степень получил в 1890 году в Лейпциге, за свою работу об эпохе Ренессанса в Мекленбурге. В 1890—1893 годы работает научным сотрудником в берлинских Музее прикладного искусства и Городской картинной галерее. В этот период учёный начинает интересоваться археологией Востока. В 1895 и 1896 годы он совершает два путешествия в центральные районы Малой Азии, где изучает средневековую турецкую архитектуру и делает многочисленные фотографические снимки объектов, имеющие и сегодня важное научное значение. В 1897—1898 следует его поездка в Персию, и в 1898—1900 годы в Туркестан.
С 1904 года и до 1931 (год его ухода на пенсию) Фридрих Сарре руководит берлинским Музеем исламского искусства при музее кайзера Фридрих. В 1928 году он становится почётным доктором наук при Техническом университете Дрездена. Основой музея Исламского искусства стала личная коллекция Ф.Сарре, насчитывавшая более 600 экземпляров хранения, выставленная там сперва, а в 1922 году переданная музею в качестве дара. Кроме этого, на посту директора музея он совершил многочисленные приобретения редких произведений, как на Востоке, так и в Европе (т. н. «комнату Алеппо» (1912), «михраб из Кашана» (1927) и др.).
Как учёный-востоковед, Ф.Сарре сотрудничает с целым рядом других известных специалистов: Бернгардом Морицем, Максом ван Берхемом, Морицем Зобернхеймом, Ойгеном Миттвохом. Так, в результате этого сотрудничества выходят в свет научные работы по средневековому ковроткачеству Сельджукидов, искусству гравюры Резы Аббаси и др. Зимой 1907—1908 годов Ф. Сарре вместе со своим другом, археологом Эрнстом Герцфельдом, отправляется в Месопотамию для проведения раскопок в городах и поселениях начала мусульманской эпохи. В частности, в 1911—1913 годах эти работ проводились в бывшей столице халифата Аббасидов, Самарре.
Свои коллекции восточных произведений искусства Учёный пополнял постоянно во время поездок в Турцию, Персию и Месопотамию. Центральное место в ней занимали собрания восточных ковров и манускрипты. В 1899 году он впервые выставляет на обозрение всех интересующихся своё собрание редкостей в берлинском Музее прикладного искусства. В 1903 году его коллекция демонстрируется на выставке исламского искусства в Музее декоративного искусства (павильон Марсан) в Париже. В 1910 году проходит подобная выставка с участием собрания Ф.Сарре в Мюнхене, в 1932 в Городском институте искусств во Франкфурте-на-Майне и пр.
Значительная часть коллекции Ф.Сарре, фотографии и библиотека, его дневники и прочее наследие были уничтожены вскоре после его смерти, когда вилла учёного готовилась к приёму гостей Потсдамской конференции 1945 года.

## Сочинения (избранное)
- Die Berliner Goldschmiede-Zunft von ihrem Entstehen bis zum Jahre 1800. Ein Beitrag zur Kunst- und Gewerbe-Geschichte Berlins. Stargardt, Berlin 1895.
- Reise in Kleinasien. Sommer 1895. Forschungen zur seldjukischen Kunst und Geographie des Landes. Reimer, Berlin 1896.
- Transkaukasien — Persien — Mesopotamien — Transkaspien. Land und Leute. Reimer, Berlin 1899.
- Denkmäler persischer Baukunst. Geschichtliche Untersuchung und Aufnahme muhammedanischer Backsteinbauten in Vorderasien und Persien. 2 Bände. Wasmuth, Berlin 1901—1910.
- mit Ernst Herzfeld: Archäologische Reise im Euphrat- und Tigris-Gebiet (= Forschungen zur islamischen Kunst. Bd. 1, 1-4). 4 Bände. Reimer, Berlin 1911—1920.
- Konia. Seldschukische Baudenkmäler (= Denkmäler persischer Baukunst. Bd. 1). Unter Mitwirkung von Georg Krecker und Max Deri. Wasmuth, Berlin 1921 (Zuerst in Denkmäler persischer Baukunst 1910).
- Die Kunst des alten Persien (= Kunst des Ostens. Bd. 5, ZDB-ID 531920-1). Bruno Cassirer Verlag, Berlin 1922.
  - französisch L’art de la Perse ancienne. Éditions G. Crès & Cie, Paris 1921.
- Die Ergebnisse der Ausgrabungen von Samarra im Kaiser-Friedrich-Museum. G. Grote, Berlin 1922.
- Islamische Bucheinbände (= Buchkunst des Orients. Bd. 1). Scarabaeus-Verlag, Berlin 1923.
- mit Ernst Herzfeld: Die Keramik von Samarra. (= Forschungen zur islamischen Kunst. Bd. 2). Reimer, Berlin 1925.
- Keramik und andere Kleinfunde der islamischen Zeit von Baalbek. W. de Gruyter, Berlin u. a. 1925 (Sonderabdruck aus Baalbeck. Ergebnisse der Ausgrabungen und Untersuchungen in den Jahren 1898 bis 1905. Bd. 3).
- mit Hermann von Trenkwald: Altorientalische Teppiche. 2 Bände. Herausgegeben vom Österreichischen Museum für Kunst und Industrie. A. Schroll & Co., Wien 1926—1928.
- Der Kiosk von Konia. Verlag für Kunstwissenschaft, Berlin 1936.